# Czasopismo Prawa Karnego i Nauk Penalnych
„Czasopismo Prawa Karnego i Nauk Penalnych” (ang. „Journal of Criminal Law and Penal Studies”) – kwartalnik wydawany przez Polską Akademię Umiejętności w Krakowie i Krakowski Instytut Prawa Karnego, poświęcony tematyce szeroko rozumianego prawa karnego i kryminologii. Został założony w 1997 r. w Krakowie. 

## Profil merytoryczny
W czasopiśmie publikowane są artykuły naukowe oraz glosy do orzeczeń sądowych poświęcone szeroko rozumianemu prawu karnemu, a więc prawu karnemu materialnemu, procesowemu, wykonawczemu, prawu wykroczeń, odpowiedzialności podmiotów zbiorowych czy też odpowiedzialności nieletnich za czyn zabroniony. Tematyka opracowań obejmuje zarówno teksty o charakterze dogmatycznym, dotyczące interpretacji i wykładni aktualnie obowiązujących przepisów prawa karnego, teksty z zakresu teorii i filozofii prawa karnego, jak też artykuły o charakterze interdyscyplinarnym, poruszające zagadnienia łączące prawo karne z innymi dziedzinami prawa lub dyscyplinami nauki. Często na łamach czasopisma jest podejmowana dyskusja z najnowszymi zmianami w zakresie prawa karnego. Wszystkie numery czasopisma są dostępne bezpłatnie na stronie internetowej. Niektóre opracowania ukazują się na stronie internetowej jeszcze przed wydaniem papierowym, w formie tzw. preprintu identycznego z wersją podstawową (drukowaną). 
Czasopismo było uwzględniane w wykazach czasopism punktowanych Ministerstwa Nauki i Szkolnictwa Wyższego z liczbą 7 punktów, a potem w wykazach Ministerstwa Edukacji i Nauki z liczbą 40 punktów za publikację. Pełne teksty dostępne są w bazach:
- Central and Eastern European Online Library (CEEOL)[3]
- Index Copernicus[4]
- Czytelnia Czasopism On-Line[5]

Czasopismo nie posiada współczynnika wpływu impact factor (IF).  

## Komitet Naukowy
W skład komitetu naukowego czasopisma wchodzą: 
- prof. dr hab. Andrzej Zoll - przewodniczący
- prof. dr hab. Stanisław Waltoś
- prof. dr hab. Piotr Hofmański
- prof. dr hab. Krzysztof Krajewski
- prof. Katalin Ligeti - Uniwersytet w Luksemburgu
- prof. Kurt Schmoller - Austriacka Akademia Nauk

## Redakcja
Od 2015 redaktorem naczelnym jest dr hab. prof. UJ Janusz Raglewski. W latach 1997–2014 redaktorem naczelnym był prof. dr hab. Andrzej Zoll.
W skład redakcji wchodzą:
- dr Witold Zontek – redaktor prowadzący, sekretarz (od 2020 r.)
- dr hab. Mikołaj Małecki
- Marek Sławiński – asystent redaktora prowadzącego
- Adam Behan – redaktor strony internetowej